# Beloit (Alabama)
Beloit es una comunidad no incorporada en el condado de Dallas, Alabama, Estados Unidos.

## Geografía
Beloit se encuentra en las coordenadas geográficas 32°21′14″N 87°08′56″O / 32.354, -87.149 y tiene una elevación de 197 pies (60 m).